# دانيال غو
دانيال غو هو مهندس معماري فلبيني، ولد في 23 مارس 1966 في الفلبين.